# Pleuronota nigerrima
Pleuronota nigerrima är en skalbaggsart som beskrevs av Wallace 1867. Pleuronota nigerrima ingår i släktet Pleuronota och familjen Cetoniidae. Inga underarter finns listade i Catalogue of Life.